# Переможне (Луганський район)
Перемо́жне — село в Україні, у Лутугинській міській громаді Луганського району Луганської області, неподалік Луганського аеропорту. З 2014 року є окупованим.
Населення становить 656 осіб. Кількість дворів — 236.

## Історія
23 листопада 1945 Шмідтівка перейменована на Переможне, Шмідтівська сільська рада на Переможненську.
Частина мешканців — лемки, які були переселені після Другої світової війни на територію сучасної Луганської області із Лемківщини (із сіл Беріжки, Біла Вода, Брезова, Брунари, Вапенне, Вафка, Верхомля Велика, Воля Циклинська, Галбів, Дошниця, Зубрик, Ізби, Мацина Велика, Мохначка Вижня, Мохначка Нижня, Ріпник, Святкова Велика, Снітниця, Ставиша, Тиханя, Фльоринка, Фолюш, Чарна, Явір'я, Яшкова).
У 2005 році було відкрито капличку, де традиційно проводяться богослужіння і відкрито пам'ятний знак депортованим лемкам.
З 2005 по 2010 рік у Переможному щорічно проводився фестиваль «Стежками Лемківщини». Після цього, через брак фінансової підтримки з боку місцевої влади він проводиться раз на два роки.
12 червня 2020 року, відповідно до Розпорядження Кабінету Міністрів України № 717-р «Про визначення адміністративних центрів та затвердження територій територіальних громад Луганської області», увійшло до складу Лутугинської міської територіальної громади.
19 липня 2020 року, в результаті адміністративно-територіальної реформи та ліквідації  Лутугинського району, увійшло до складу новоутвореного Луганського району.

### Війна на сході України
10.08.2014 російська ДРГ викрала місцеву журналістку, тероризувала жителів. 13 серпня 2014 року бойовики ЛНР, що перебували у Краснодоні та Сімейкиному, завдали масованого вогневого удару із БМ-21 «Град» по населеному пункту. У наслідок обстрілу загинули мирні мешканці. Вцілілі змушені втікати з порожніми руками (евакуацію жителів здійснювали ЗСУ), деякі опинились у місті Копичинці. 22 серпня 2014 року після катувань російська ДРГ розстріляла лемківську родину з 4 осіб.

## Постаті
- Куліш Олена Борисівна (1968—2014) — українська волонтерка; Народний Герой України.